# Pedro de Morales
Pedro Morales o de Morales (Valdepeñas; 1538 - México, 6 de septiembre de 1614) fue un escritor jesuita y dramaturgo español.

## Biografía
Doctor In utroque jure, esto es, en ambos derechos, tanto civil como canónico o eclesiástico, por Salamanca, ejerció la abogacía en dicha ciudad, en la Corte y en Granada, donde además obtuvo algunos lustrosos empleos; sin embargo ingresó en los jesuitas a los 32 años de edad y fue destinado en 1576, cuando era subdiácono, a México, con la expedición que incluía a Pedro de Hortigosa, para leer Artes y Teología en el Colegio de San Pedro y San Pablo; fue calificador e inquisidor del Santo Oficio, y consultor del tercer concilio mexicano (1585) y dirigió además un colegio de la Compañía en Puebla y otras casas de su orden más en Nueva España. Provincial procurador en Roma (1592), regresó a México con nuevos jesuitas. 
Escribió Carta del padre Pedro Morales de la Compañía de Jesús para el muy reverendo padre Everardo Mercuriano... (1579); In caput primum Matthaei de Christo domino, sanctissima Virgine deipara Maria, veroque ejus dulcissimo, et virginali sponso Josepho, Libri quinque (Lyon: Horatius Cardon, 1613; segunda edición París: Vives, 1869, en dos volúmenes); De las reliquias de los Santos que de Europa se llevaron a Nueva España por los Padres de la Compañía, México, 1579 y Vida del venerable P. Doctor Pedro Sánchez, primer prelado de los Jesuitas en México. Pero su obra más original es sin duda una pieza teatral en castellano, Triunfo de los santos, en octavas reales y con personajes alegóricos, que solo modernamente (2012) ha sido editada, y que compuso sin duda, junto con su De las reliquias... para celebrar en una gran fiesta pública en 1578 una importante remesa de reliquias que envió a México el papa Gregorio XIII a cargo de la Compañía de Jesús.

## Obras
- Triunfo de los santos, Linkgua ediciones, 2012.
- Carta del padre Pedro de Morales de la Compañía de Iesús: para el muy reverendo Padre Everardo Mercuriano, general de la misma Compañía : en que se da relación de la festividad que en esta insigne Ciudad de México se hizo este año de setenta y ocho, en la collocación de las sanctas reliquias que nuestro muy santo Padre Gregorio XIII les embió, edición, introducción y notas de: Beatriz Mariscal Hay. México: El Colegio de México, Centro de Estudios Lingüísticos y Literarios, 2000.
- In caput primum Matthaei de Christo domino, sanctissima Virgine deipara Maria, veroque ejus dulcissimo, et virginali sponso Josepho, Libri quinque (Lyon, Horatius Cardon, 1613; segunda edición París: Vives, 1869, en dos volúmenes)
- De las reliquias de los Santos que de Europa se llevaron a Nueva España por los Padres de la Compañía, México, 1579
- Vida del venerable P. Doctor Pedro Sánchez, primer prelado de los Jesuitas en México.